# Ulica 9 Maja w Braniewie
Ulica 9 Maja w Braniewie (niem. Ritterstraße, ul. Rycerska) – historyczna ulica Braniewa o długości ok. 1 km, będąca współcześnie w całości drogą gminną nr 2306N (do 2021 drogą powiatową), prowadząca od placu Piłsudskiego w kierunku ogródków działkowych i polderów.

## Toponimia
Nazwa ulicy Ritterstraße / Rittergasse (tj. ulica Rycerska) jest bardzo stara, występowała już w średniowieczu. Źródłosłów jej wskazuje na kierunek terytorium zakonu krzyżackiego (niem. Ritterorden), jako że droga ta prowadziła do granicy biskupstwa warmińskiego i Prus Dolnych, należących do 1525 do Państwa Zakonu Krzyżackiego. Najbliższa wieś Siedlisko (Einsiedel) położona była już w Prusach Dolnych. Oprócz nazwy Riterstraße występowały czasowo również określenia Scheunengasse / Scheunengatz, od położonych wzdłuż ulicy stodół. Po II wojnie światowej nowe oficjalne nazwy ulic w Braniewie nadano w 1947 roku, od tej pory ulica nosi imię 9 Maja, upamiętniając zakończenie II wojny światowej.

## Historia

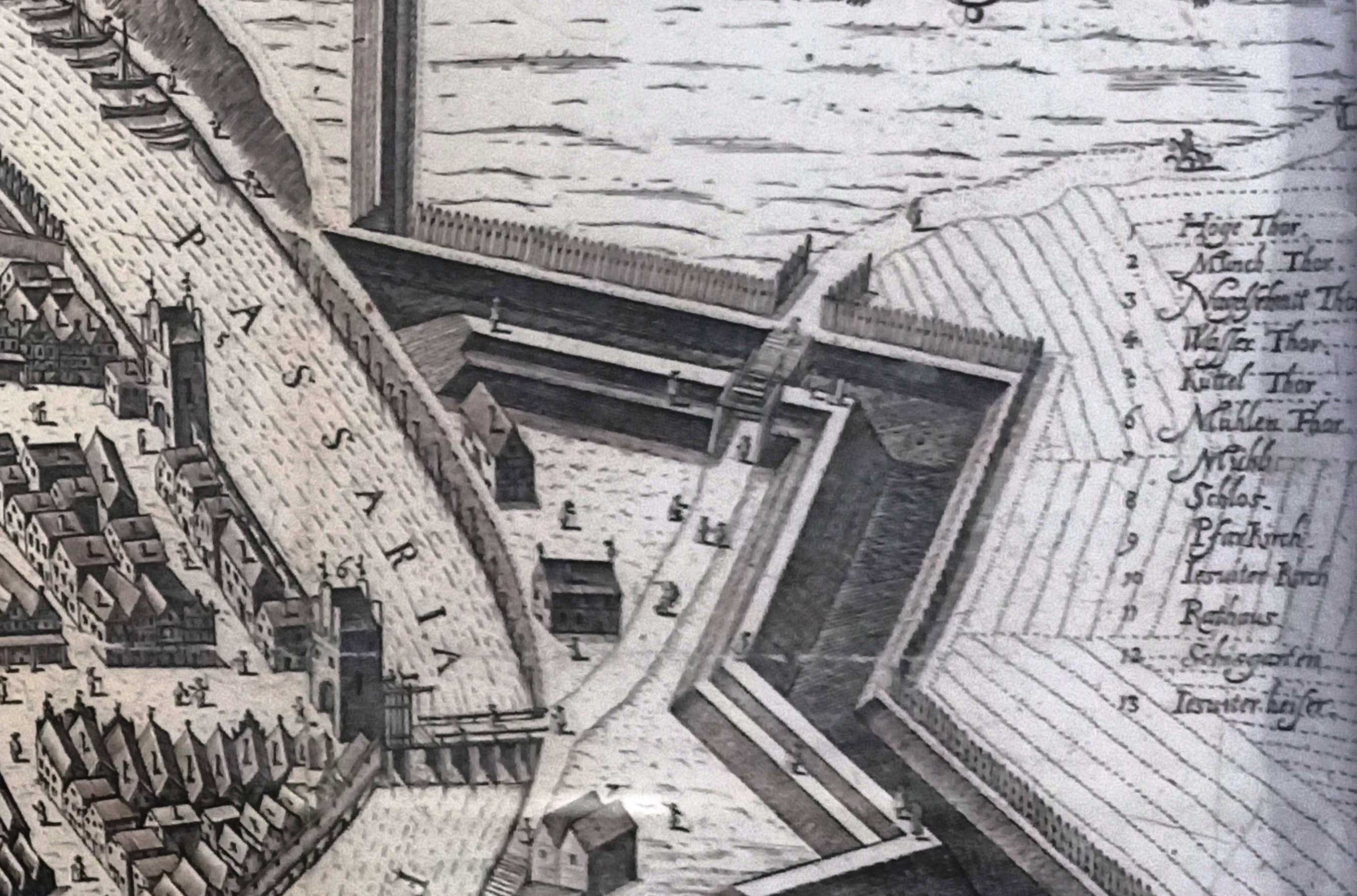
Droga na planie miasta z 1635

Od czasów średniowiecza była to droga prowadząca z Braniewa przez mosty na Pasłęce do m.in. miejscowości Rusy (założonej 1251) oraz rybackiej wioski Stara Pasłęka (1342) nad Zalewem Wiślanym. Również od czasów średniowiecza istnieją poświadczenia formowania się przy tej drodze na prawym brzegu Pasłęki początków zabudowy. Pierwsze wzmianki dotyczące łasztowni na prawym brzegu pojawiają się już w latach 1436 i 1452. Przy łasztowni zaczął formować przedmiejski rynek (Vorstädtischer Markt), następnie odchodzące od niego ulice; jedną z nich była Ritterstraße.
W latach 1829/1830 przy Ritterstraße został założony cmentarz ewangelicki, gdyż gmina ewangelicka w Braniewie pod panowaniem pruskim szybko się rozrastała (pierwszy ewangelicki cmentarz, założony w 1782, zlokalizowany był również w pobliżu).
W 1905 pastor protestancki Fritz Schawaller zakupił budynek przy końcu Ritterstraße (nr 34), w którym następnie został urządzony i otwarty w 1907 dom sierot dla dziewcząt (na około 30 dzieci, zdjęcie poniżej). Ostatnią przełożoną tego zakładu była diakonisa siostra Ottilie Meier.
W latach 1915–1916 archprezbiter braniewski ks. Max Rechelt założył przy Ritterstraße (nr 71) Fundację św. Elżbiety (St. Elisabeth-Stift).
Pod adresem Ritterstraße 3 przez wiele lata funkcjonował zakład fotograficzny należący najpierw do firmy A. Dorn, później do Ericha Göhlmanna. Zdjęcia sygnowane przez ten zakład, przedstawiające portrety osób i widoki miasta, są do dziś często spotykane.
Przed II wojną światową Ritterstraße była jedną z najgęściej zaludnionych ulic miasta, w 1930 posiadała 71 numerów (tylko więcej miały Langgasse – 82 oraz Seeligerstr. – 74). W 1939 posiadała już 101 numerów, wówczas tylko Tannenbergstraße liczyła więcej, bo 122 numery.

### Fundacja św. Elżbiety
W latach 1915–1916 przy Ritterstraße 71 utworzona została Fundacja św. Elżbiety (St. Elisabeth-Stift). Był to katolicki zakład wychowawczy dla dziewcząt. Twórcą fundacji był archiprezbiter i proboszcz parafii św. Katarzyny Max Rechelt (1866–1931). W roku 1922 nastąpiła zmiana charakteru placówki. Zamieszkujące tu w pierwszym okreśie działalności pensjonariuszki zostały przeniesione do klasztoru sióstr katarzynek, a placówka zaczęła odtąd służyć resocjalizacji i edukacji „upadłych dziewcząt”. Pewnej dyskretności sprzyjała jej lokalizacja na obrzeżach miasta. Placówkę zaczęto nazywać odtąd katolickim zakładem Magdalenek w opozycji do podobnej placówki protestanckiej. Osobliwe, że katolicki zakład wychowawczy założony został w przeważająco ewangelickiej części miasta, analogicznie jak protestancką fundację św. Magdaleny (Magdalenenstift) o podobnym charakterze otwarto 4 listopada 1907 roku na obrzeżach właśnie katolickiej części miasta (przy Teichstraße).
Dziewcząt w fundacji św. Elżbiety uczono prac domowych, robót ręcznych i prac ogrodniczych. Zakładem opiekowały się siostry katarzynki z miejscowego klasztoru. W konserwatywnych kręgach Kościoła katolickiego taka forma działalności spotykała się ze sprzeciwem. W 1930 kuratorem fundacji był prof. Steinmann z Państwowej Akademii w Braniewie. Fundacja została zamknięta 20 lutego 1945 w obliczu nadciągającego frontu armii sowieckiej. Współcześnie jest budynek mieszkalny nr 55. Ze względu na okazałą i nietypową architekturę od wielu lat posiada przydomek „Belweder”. Ów przydomek jest jednak ironiczny, gdyż budynek przeznaczony jest na mieszkania socjalne, w pewnym okresie eksmitowano do tego budynku osoby, które sprawiały trudności w swoim dotychczasowym miejscu zamieszkania. Przez częste problemy z prawem niektórych mieszkańców, a także przez zły stan techniczno-sanitarny, posiada wśród mieszkańców miasta złą sławę.

### Po 1945 roku
Po zakończeniu wojny była to jedna z pierwszych ulic, w której zamieszkali polscy osadnicy miasta.
Po wojnie numeracja niektórych budynków została zachowana taka sama jak przed wojną (np. nry 13, 15, 17, 19).
Ze względu na niskie położenie ulicy względem poziomu morza (2–3 m), ulica przy wysokich stanach wód w rzece Pasłęce jest podtapiana, jak np. miało to miejsce w 2002 roku.
Uchwałą nr XXVII/272/21 Rady Miejskiej w Braniewie z dnia 25 sierpnia 2021 ulica została przekwalifikowana z kategorii drogi powiatowej do drogi gminnej.
W 2023 do wojewódzkiej ewidencji zabytków wpisane zostały kamienice: 9 Maja 1, 9 Maja 3, 9 Maja 5, 9 Maja 9, jak również znajdujący się na rogu ulicy 9 Maja i pl. Piłsudskiego budynek nr 14.

## Galeria zdjęć (ul. 9 Maja)

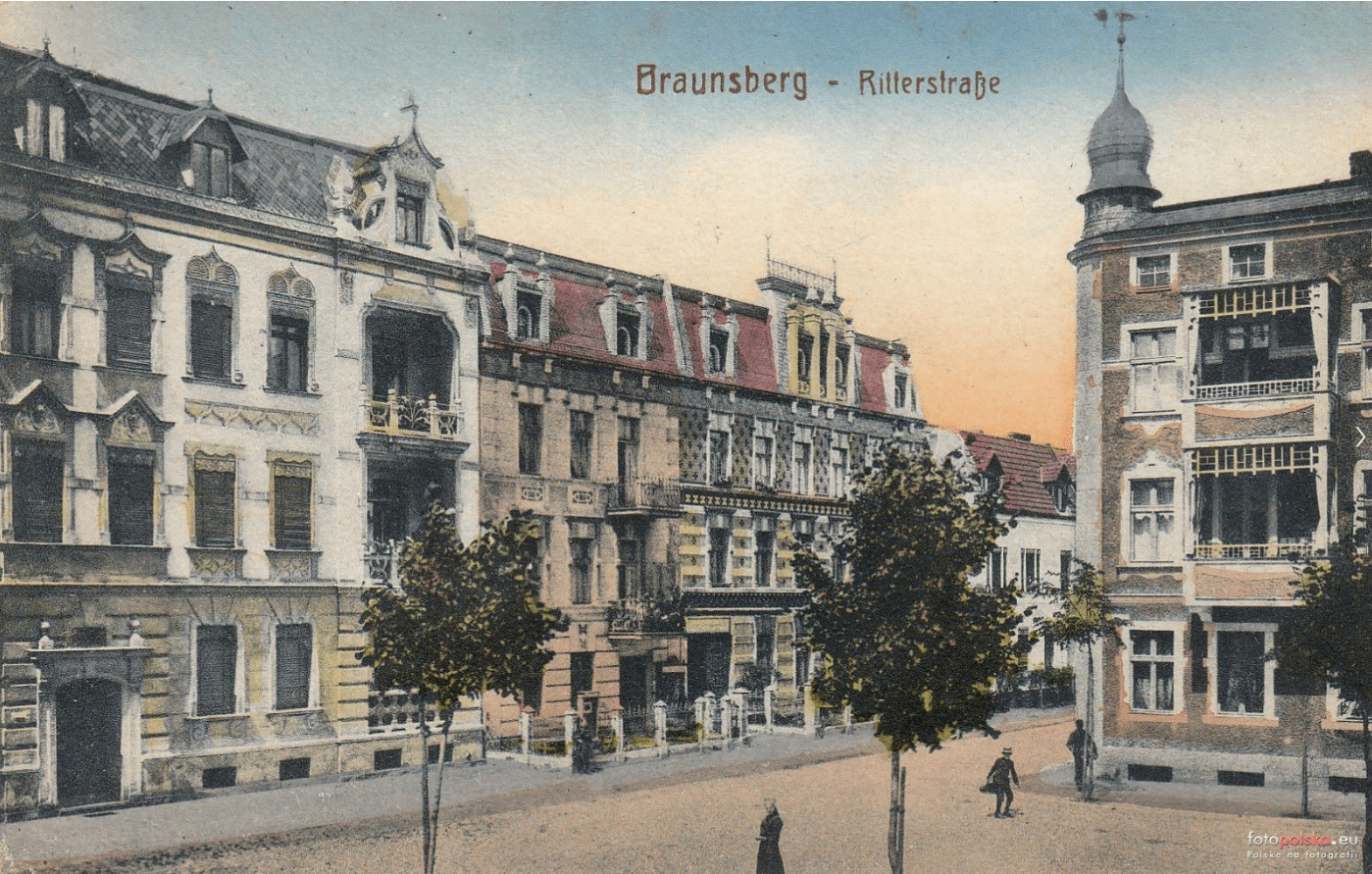
Początek ulicy, rok 1916
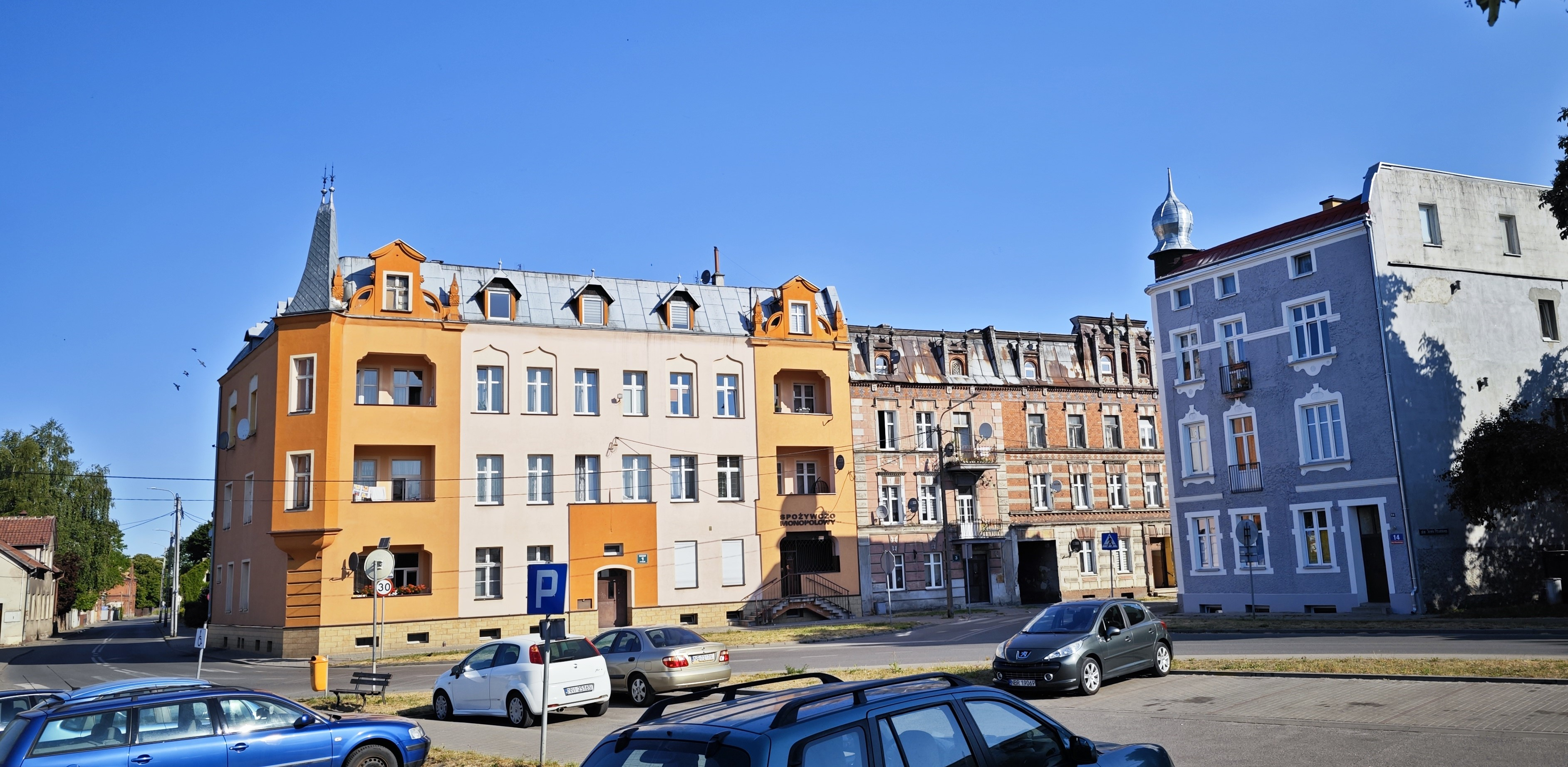
Widok współczesny, 2023
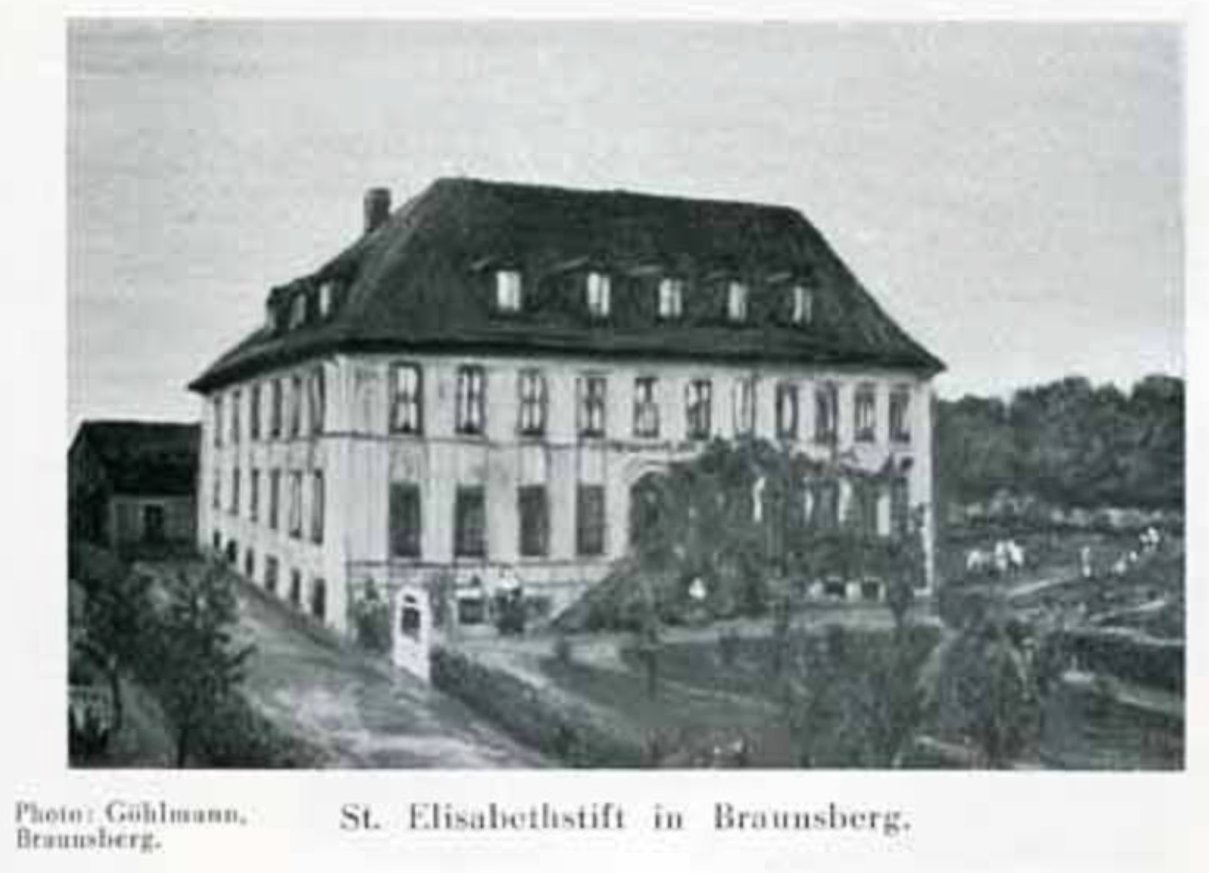
Fundacja św. Magdaleny
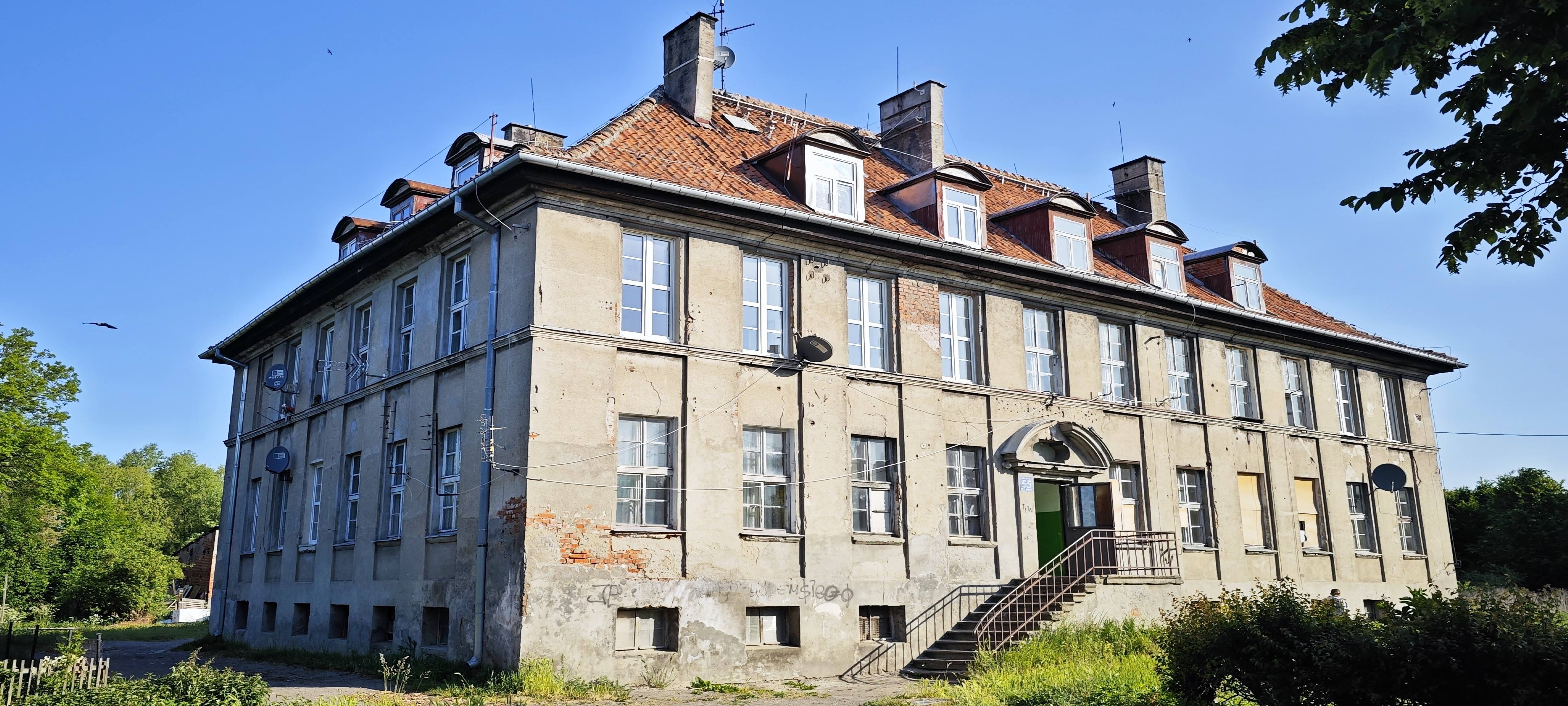
Ten sam budynek współcześnie
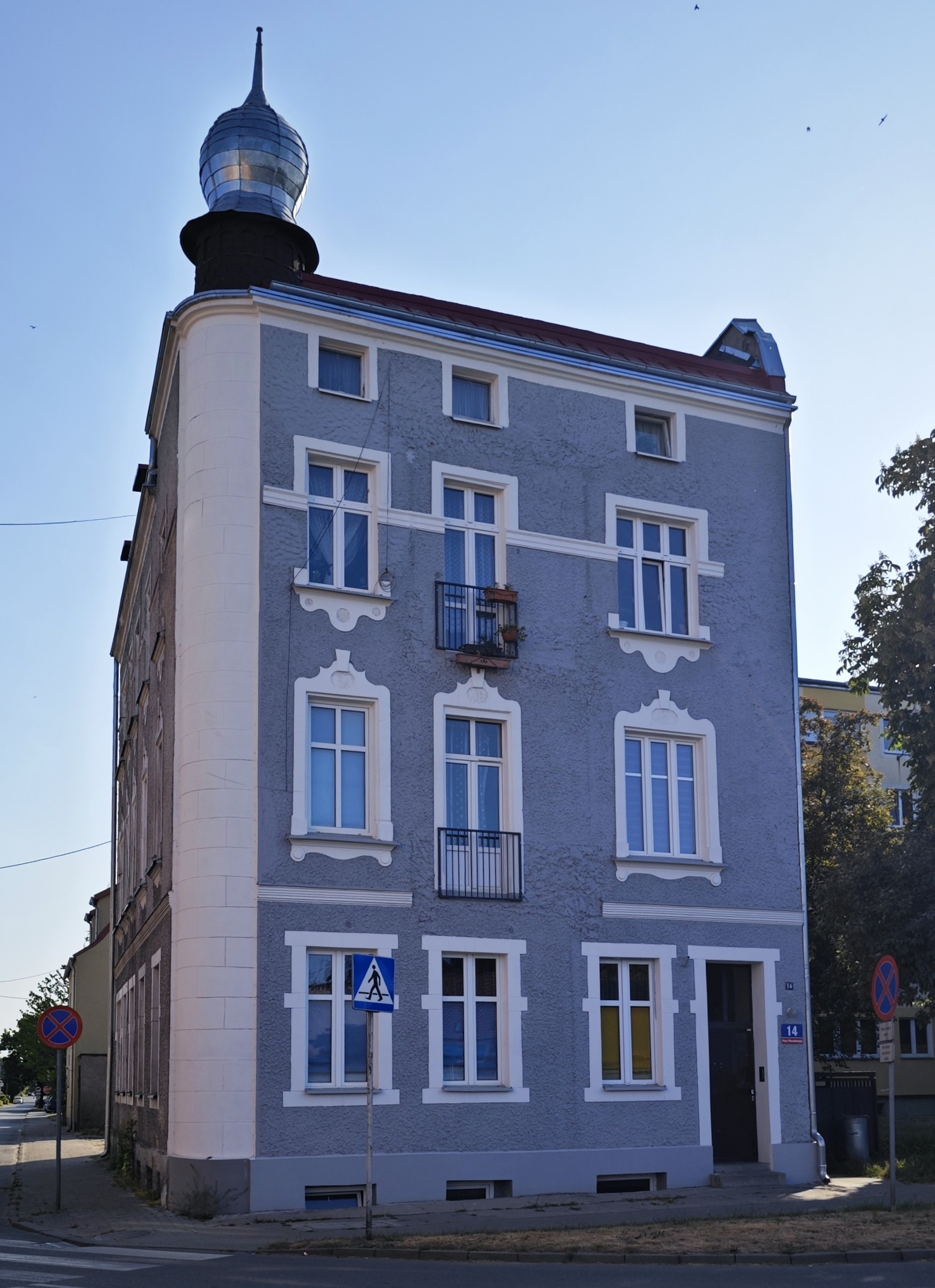
Róg pl. Piłsudskiego i 9 Maja
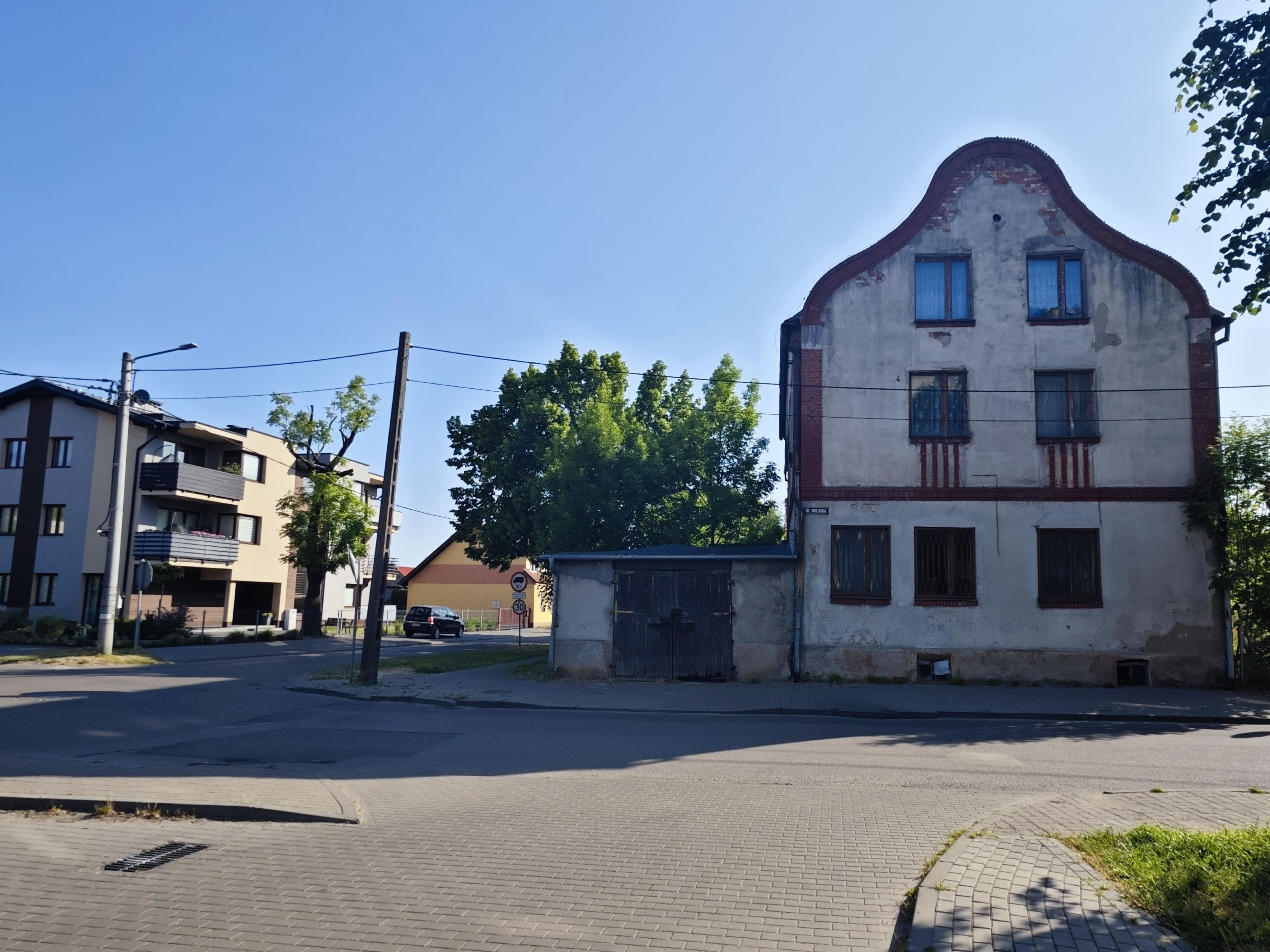
Skrzyżowanie z ul. Wiejską (fabryka pieców)
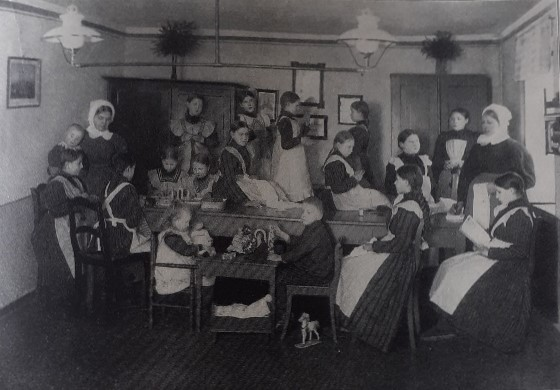
Dom sierot dla dziewcząt (1912)
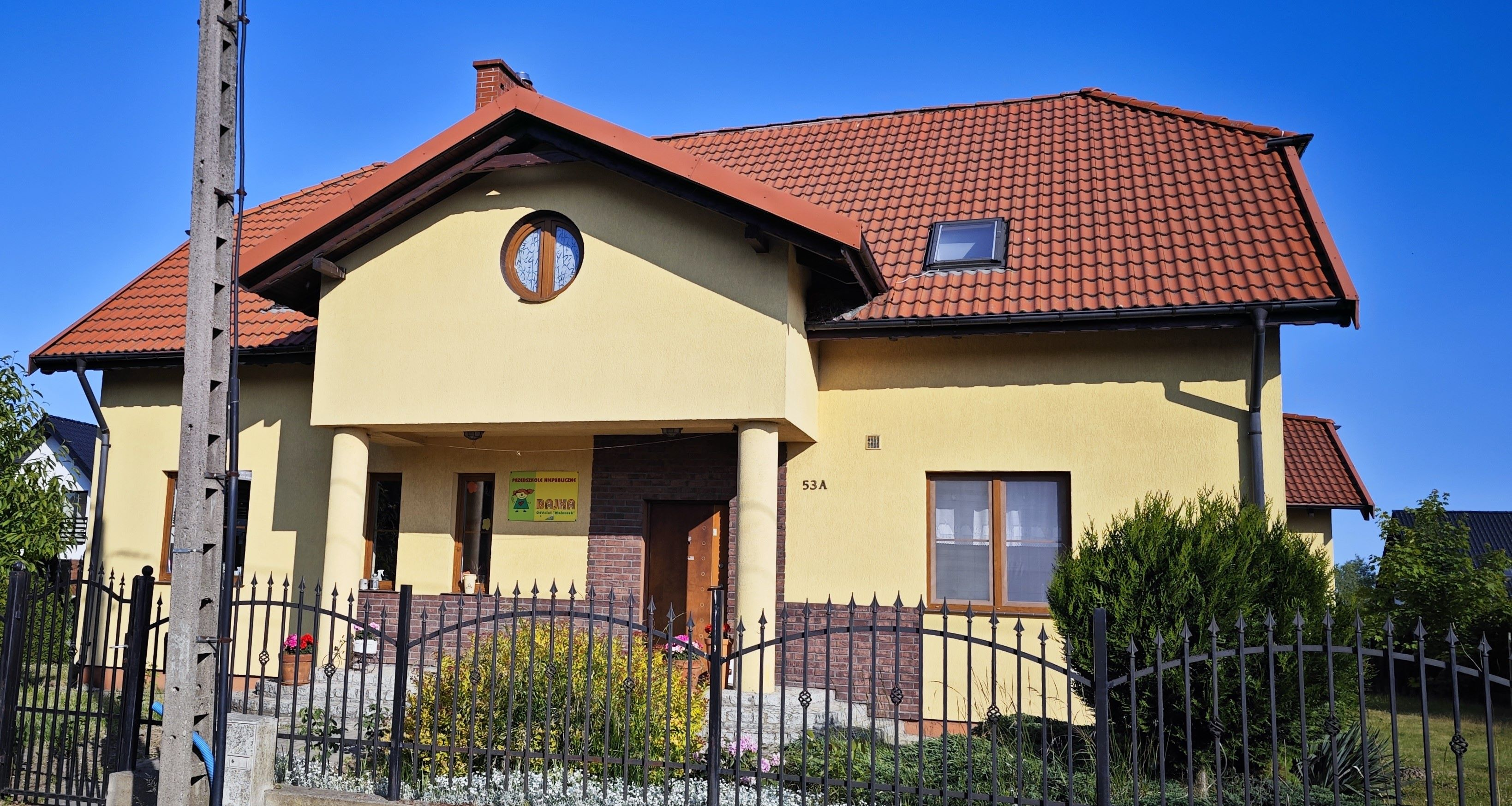
Przedszkole, dziś jedyna ekspozytura działalności opiekuńczo-wychowawczej
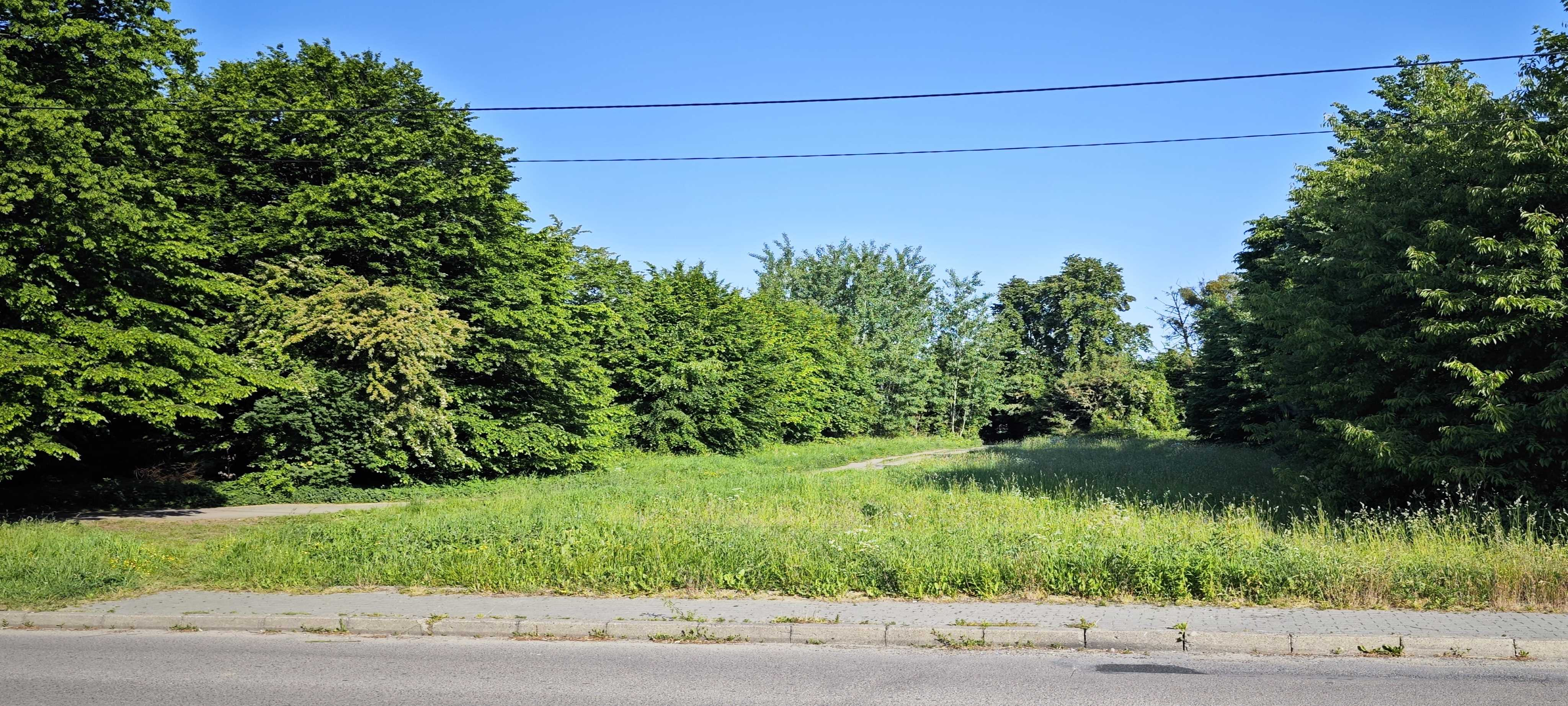
Park po przedwojennym cmentarzu
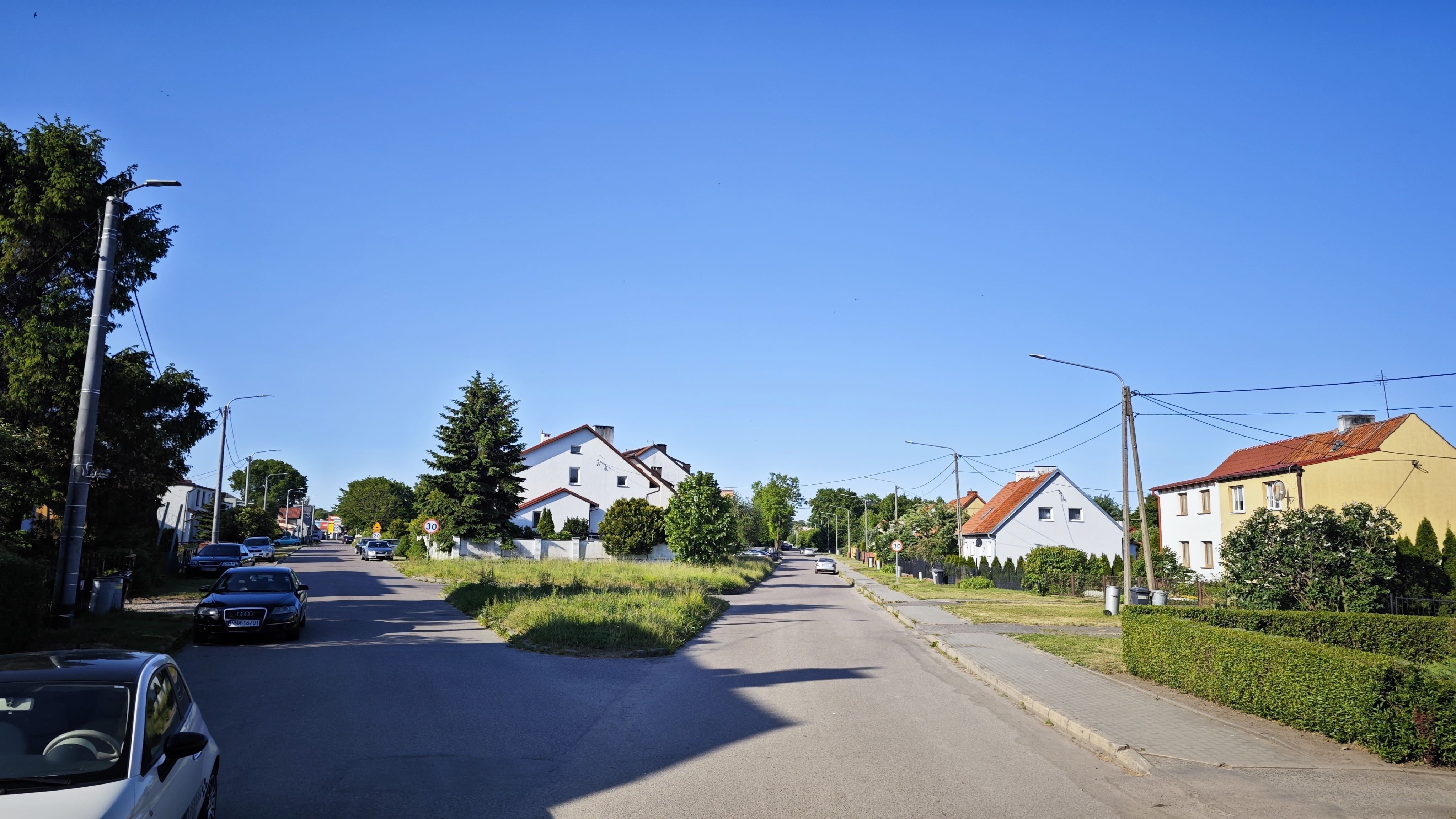
Skrzyżowanie ul. 9 Maja z ul. Wspólną